# Christian Christopher Zahrtmann

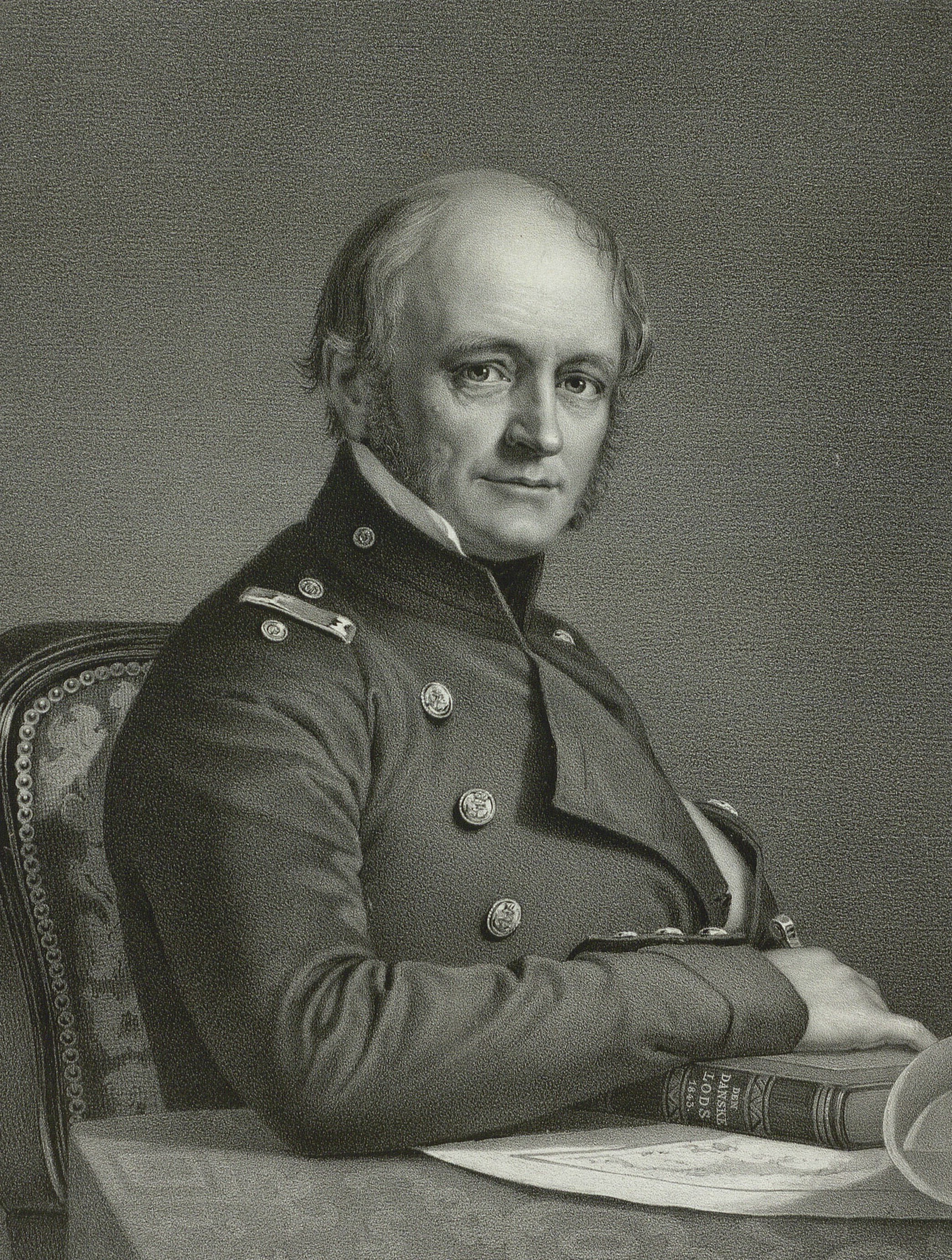
Christian Christopher Zahrtmann (1853)

Christian Christopher Zahrtmann (* 21. Dezember 1793 in Viborg; † 15. April 1853 in Kopenhagen) war ein dänischer Seeoffizier und Marineminister.

## Leben

### Herkunft und Familie
Zahrtmanns Vater war der Pfarrer Henrich Christian Zahrtmann (1762–1826), seine Mutter war dessen Gattin Bodild Jochumine Zahrtmann, geb. Tetens (1771–1846). C.C. Zahrtmann heiratete am 2. September 1827 Sophie Elisabeth Donner in Altona (1805–1858), Tochter des Kaufmanns und Konferenzrates Conrad Hinrich Donner (1774–1854) und dessen Gattin Elisabeth Donner, geb. Willinck (1784–1826).

### Militärische Karriere
1805 wurde Zahrtmann Kadett, 1808 månedsløjtnant (eine Art Reserveleutnant), 1810 Sekondeleutnant, 1818 Premierleutnant, 1826 Kapitänleutnant, 1836 Kapitän, 1836 kommandørkaptajn (etwa Fregattenkapitän), 1849 kommandør (etwa Kapitän zur See), 1851 Konteradmiral und 1852 Vizeadmiral.

### Politische Karriere
1846 wurde Zahrtmann Mitglied der Verteidigungskommission. Am 23. Oktober 1848 war er Mitglied der Verfassungsgebenden Reichsversammlung (Den Grundlovgivende Rigsforsamling).
Am 11. März 1848 wurde Zahrtmann militärischer Deputierter im Admiralitätkolleg. Im Märzministerium übernahm er nicht selber den Posten des Marineministers, sondern überließ diesen Posten dem Premierminister Adam Wilhelm Moltke selbst und hielt sich im Hintergrund als sachkundiger Berater. Aufgrund der Kritik in der Presse, dass Moltke nun keinen sachkundigen Minister auf dem Posten vorweisen könne, übernahm Zahrtmann schließlich das Marineministerium am 4. (in anderen Quellen dem 6.) April 1848. Dieses Amt behielt er auch im folgenden Kabinett Moltke II bis zum 10. August 1850, wonach er von Carl Ludvig Christian Irminger abgelöst wurde.

## Auszeichnungen und Mitgliedschaften
1813 wurde er zum Ritter des Dannebrogordens ernannt, 1828 bekam er den Dannebrogordenens Hæderstegn verliehen, 1841 wurde er zum Kommandeur ernannt, 1850 erhielt er das Großkreuz. 1845 wurde Zahrtmann zum Kammerherrn ernannt. 1844 wurde er Mitglied der englischen geografischen Gesellschaft. 1846 wurde er Mitglied der schwedischen Königlichen Gesellschaft für Marinewissenschaften und 1853 Mitglied der kaiserlich-russischen geografischen Gesellschaft.

## Endnoten
1. ↑  Regeringen Moltke I.

| Personendaten    | Personendaten                            |
| ---------------- | ---------------------------------------- |
| NAME             | Zahrtmann, Christian Christopher         |
| KURZBESCHREIBUNG | dänischer Seeoffizier und Marineminister |
| GEBURTSDATUM     | 21. Dezember 1793                        |
| GEBURTSORT       | Viborg                                   |
| STERBEDATUM      | 15. April 1853                           |
| STERBEORT        | Kopenhagen                               |